# 정답은 하나!가 아니야!!
《정답은 하나!가 아니야!!》(正解はひとつ!じゃない!!)는 2010년 10월 27일에 나온 밀키 홈즈의 노래로 애니메이션 《탐정 오페라 밀키 홈즈》 1기 여는 노래로 쓰인 노래다.

## 같이 보기
- 탐정 오페라 밀키 홈즈